# ناتان کورتیز
ناتان کورتیز (انگلیسی: Nathan Curtis؛ زادهٔ ۷ فوریهٔ ۱۹۹۶) بازیکن فوتبال اهل بریتانیا است.
از باشگاه‌هایی که در آن بازی کرده‌است می‌توان به باشگاه فوتبال اوست تاون و باشگاه فوتبال برادفورد سیتی اشاره کرد.